# (3901) Nanjingdaxue
(3901) Nanjingdaxue (1958 GQ) – planetoida z pasa głównego asteroid okrążająca Słońce w ciągu 4 lat i 94 dni w średniej odległości 2,63 j.a. Została odkryta 7 kwietnia 1958 roku.